# Carl Trägårdh
Carl Ludvig Trägårdh (Kristianstad, 20 settembre 1861 – Parigi, 5 giugno 1899) è stato un pittore svedese.
Trägårdh studiò alla Royal Swedish Academy of Arts di Stoccolma nel 1881-1883, a Karlsruhe nel 1883-1884 e a Monaco di Baviera fino al 1885. Successivamente si trasferì in Francia dove divenne residente fino alla sua morte. Espose sia in Svezia che in Francia. Ricevette un paio di medaglie e trovò un mecenate Jean-Baptiste Faure (1830-1914) che acquistò una quarantina di dipinti da lui.